# Äldre Plan- och bygglagen
Äldre Plan- och bygglagen, (ÄPBL) var en lag i Sverige som reglerade planläggningen av mark, vatten och byggande. ÄPBL upphörde att gälla den 2 maj 2011 samtidigt som en ny plan- och bygglag (2010:900) trädde i kraft (PBL). ÄPBL innehåller bland annat bestämmelser som gör alla kommuner skyldiga att upprätta en översiktsplan för hela kommunen. Lagen innehåller också föreskrifter om detaljplaner, bygglov, tillsyn, "svartbyggen" och byggnadsnämndernas verksamhet. Till skillnad från tidigare byggnadslagstiftning inriktar sig äldre plan- och bygglagen på planeringsprocessen. Ett av huvudsyftena var att decentralisera ansvaret för planläggning till kommunerna genom att begränsa statens kontroll. Tidigare hade staten behövt fastställa de kommunala planerna men nu ansvarade kommunen i huvudsak själv för planläggning och beslut om mark- och vattenanvändningen. Staten behöll enbart det direkta inflytande över riksintressen, samt frågor som berör flera kommuner och frågor som rör människors hälsa och säkerhet. Lagen medger en vidgad sakägarkrets och ett förbättrat medborgarinflytande som var tänkt leda till mer underbyggda beslutsunderlag. De tidigare planinstrumenten generalplan, stadsplan och byggnadsplan ersattes av översiktsplan och detaljplan. Lagen trädde i kraft 1 juli 1987 och ersatte då byggnadslagen från 1947, byggnadsstadgan från 1960 och lagen om påföljder och ingripanden mot olovligt byggande från 1976.

## Historik
Regeringen omarbetade i mitten av 1980-talet bygglagstiftningen. Detta föranleddes av en splittrad lagstiftning, planernas oklara status och ett ökat behov av förbättrad långsiktig hushållning med mark och vatten. Ett av syftena var att decentralisera ansvaret för planläggning från staten till kommunerna.
I propositionen Ny plan- och bygglag anfördes att ansvaret för att en byggnad får goda kvaliteter i första hand bör vila på byggherren. En markant betoning av byggherrens ansvar och nedtoning av byggnadsnämndens uppgifter gjordes. Någon allmän avreglering var det inte fråga om. Men tillsynen skulle förskjutas mot förebyggande upplysning och service, framför allt gentemot de mindre byggherrarna, och nämndens kontroll anpassas efter samhällets behov och byggherrens förutsättningar i varje enskilt fall. Den ansvarige arbetsledarens uppgift skulle vara att leda arbetena och kontrollerna och vara byggnadsnämndens kontaktman på plats. Motiven för detta var att omfattande åtaganden från byggnadsnämndens sida skulle kunna innebära en ökad skadeståndsrisk för kommunen, minskad motivation för byggherren och sämre kontroll på byggplatsen. När Plan- och bygglagen infördes fick den inte inget vidare genomslag gällande avsedda ansvarsförskjutningen mellan byggnadsnämnd och byggherre. Frågan blev därför en av huvudpunkterna i en snart tillsatt ny plan- och byggutredning. 
Tidsandan, politiken och den offentliga sektorn präglades allt mer av avreglering. I betänkandet Anpassad kontroll av byggandet föreslog utredaren en skiljelinje mellan byggherrens och byggnadsnämndens ansvar, som formulerades på detta sätt ”Byggherren ges det fulla ansvaret för att byggnaden 
uppfyller samhällets krav, medan byggnadsnämnden får ett renodlat tillsynsansvar”. Det kom att vidareförädlas och leda till införandet av systemet med kvalitetsansvarig enligt PBL.
1995 infördes så ett nytt system för lov, tillsyn och kontroll. Bygglovsprövningen skulle nu endast avse en prövning av lokaliseringen, placeringen och utformning av byggnaden. Regleringen av byggnadernas tekniska egenskapskrav bröts loss ur plan- och bygglagen och infördes i en ny lag, lag om tekniska egenskapskrav på byggnadsverk (BVL). Det infördes ett nytt kontroll- och tillsynssystem gällande de tekniska egenskapskraven som var beroende av bygglovsprövningen. Ansvarsfrågan gällande de kontroller som skall utföras ändrades, blev strikt byggherrens ansvar. Systemet med Kvalitetsansvarig enligt PBL (KA) infördes därmed.
De krav som brutits ut till BVL, exempelvis kraven på bärförmåga, stadga och beständighet, ålåg genom att de var utbrutna ur PBL inte byggnadsnämnden eller KA att hantera. Det blev upp till byggherren att göra det på annat sätt. Kommunerna hade fortsatt granska beräkningar och konstruktionsritningar trots ambitionerna i plan- och bygglagen att de inte skulle göra det. Men genom denna ändring sattes det stopp för det, nu hade de inte längre rätt att göra det vare sig det ansågs behövas eller inte. Så förblev det till införandet av den nya Plan- och bygglagen i vilken kraven åter lades in, och BVL upphävdes, varefter de åter igen skulle hanteras av byggnadsnämnden och KA. Då hade det gått så lång tid att det knappast kunde bli så att kommunerna återigen skulle börja granska beräkningar och konstruktionsritningar, traditionen och organisationen för det var då för länge sedan borta.

## Kvalitetsansvarig enligt PBL
Systemet med kvalitetsansvarig enligt PBL (KA) infördes genom en ändring av Plan- och bygglagen 1995.
När systemet med Ansvarig arbetsledare enligt PBL (AA) avskaffades och ersattes med systemet med Kvalitetsansvarig enligt PBL var motivet var att den ansvarige arbetsledaren felaktigt uppfattades som byggnadsnämndens förlängda arm, det vill säga kunde anses ha någon form av samhälleligt uppdrag och ansvar. Så var det inte tänkt att uppgiften skulle uppfattas, trots att den omfattade tillsyn av sådana föreskrifter som byggnadsnämnden kunde meddela i bygglovet.
Den kvalitetsansvarige skulle ha en tydligare egen roll och mer avgränsade uppgifter, som enligt ÄPBL varken skulle innefatta något ledningsansvar eller annat ansvar för projektet eller något tillsynsansvar å byggnadsnämndens vägnar för samhällets krav. Det ingick inte i den kvalitetsansvariges uppgifter att se till att givet bygglov följs och att eventuella avvikelser rapporteras till nämnden. Den kvalitetsansvarige avsågs inte – benämningen till trots – ta över någonting av byggherrens ansvar för vare sig kontroll eller kvalitet.
Vid införandet av en ny Plan- och bygglagen 2011 gjordes vissa justeringar av systemet och i samband med det ersattes begreppet kvalitetsansvarig enligt PBL med begreppet kontrollansvarig enligt PBL. Det senare är vad förkortningen KA sedermera syftar på.

## Problem med den äldre plan- och bygglagen
Om problem och hur det fungerade med den äldre plan och bygglagen beskrivs i Får jag lov? Om planering och byggande SOU 2005:77 och En enklare plan- och bygglag Prop. 2009/10:170.